# 4-та піхотна дивізія (США)
4-та піхо́тна диві́зія а́рмії США (англ. 4th Infantry Division) — військове механізоване з'єднання армії США. Заснована 10 грудня 1917 року. Пункт постійної дислокації - гарнізон в Форт Карсон, штат Колорадо. До її складу входять батальйон штабу дивізії, три бригадні бойови групи (дві «Страйкери» і одна бронетанкова), бригада бойової авіації, бригада забезпечення дивізії та дивізійна артилерія.
Офіційне прізвисько 4-ї піхотної дивізії - «Плющ» (англ. Ivy)- є грою слів з римською цифрою «IV» або «4». Листя плюща символізує завзятість і вірність, що є основою девізу дивізії: «Стійкі та вірні» (англ. Steadfast and Loyal). Друге прізвисько, «Залізний кінь», було прийнято, щоб підкреслити швидкість і міць дивізії та її солдатів.

## Структура дивізії

Відзнака дивізії

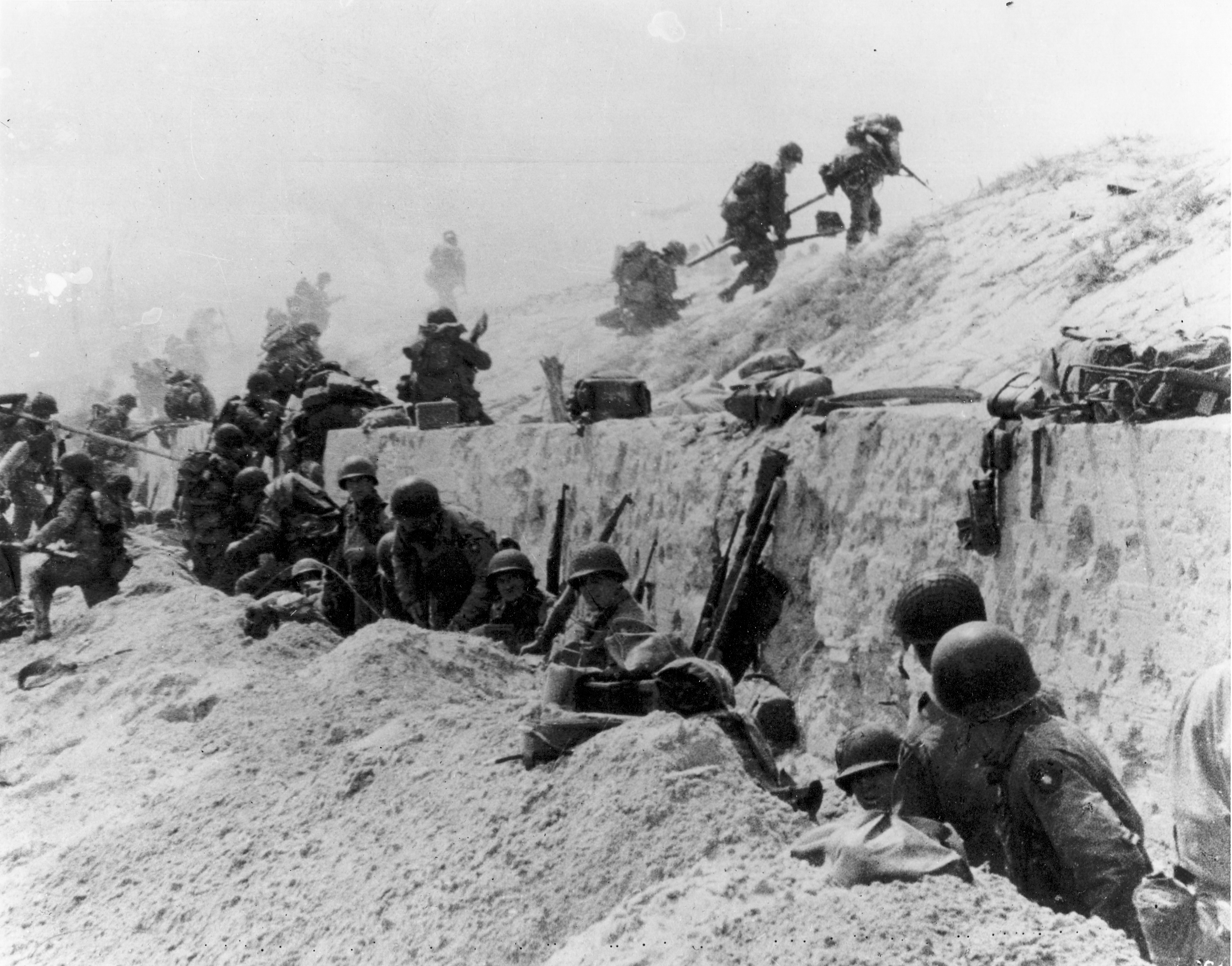
Війська 4-ї дивізії на Юта Біч під час висадки союзників в Нормандії. Франція. 1944

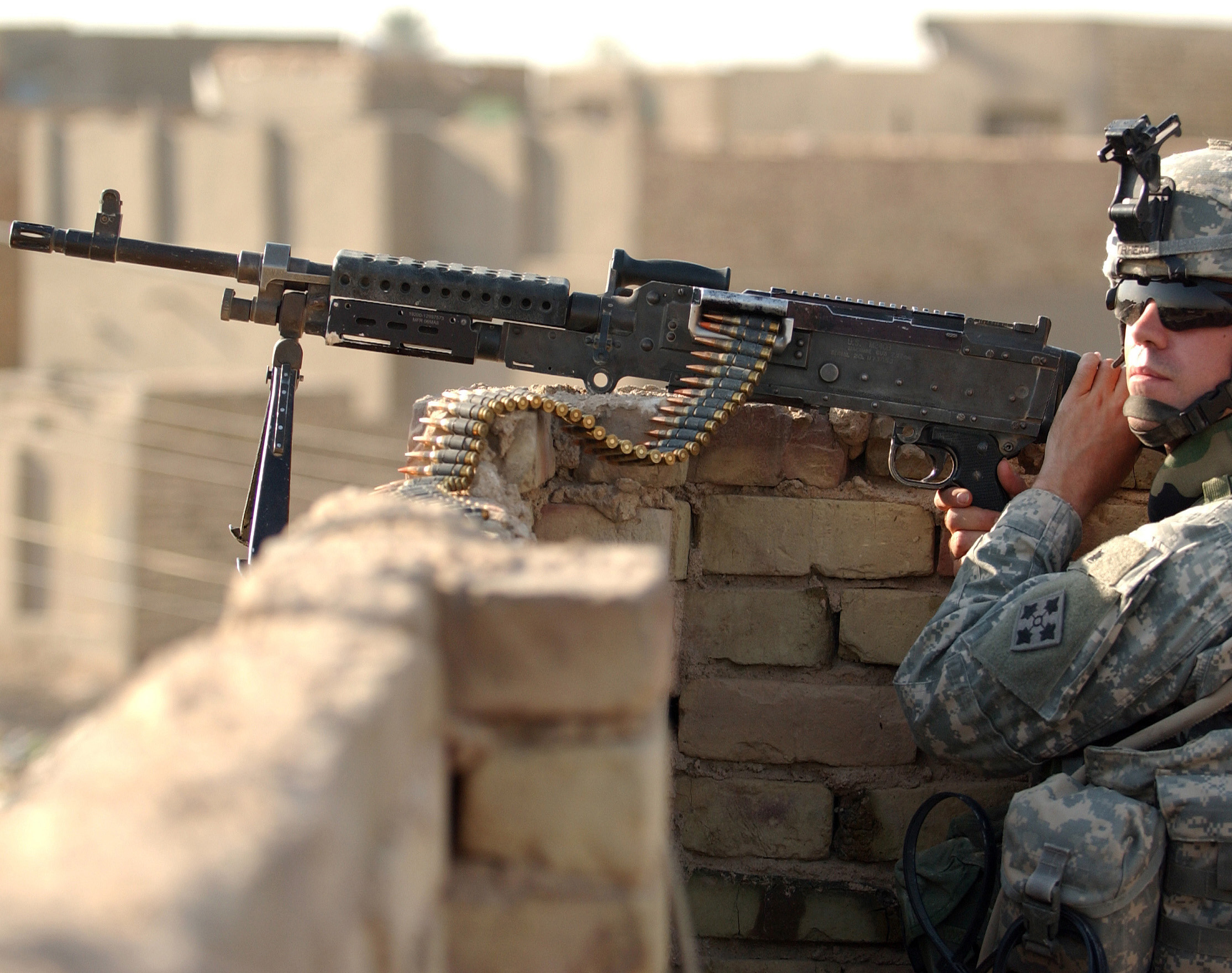
Військовослужбовець 4-ї піхотної дивізії. Ірак

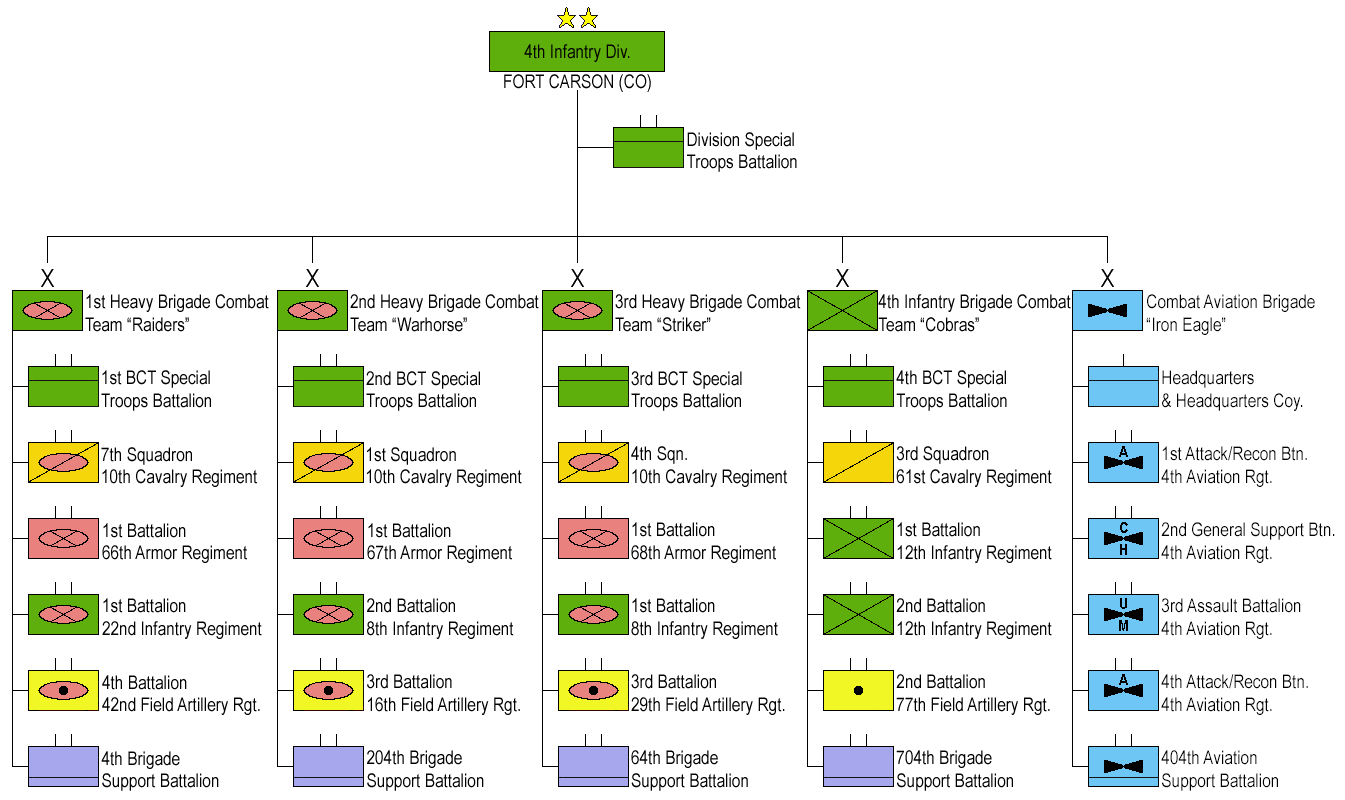
Організаційно-штатна структура 4-ї дивізії